# J. Regnier
J. Regnier var en fransk xylograf, verksam i Stockholm under 1870-talet.
Regnier kallades in till Stockholm från Paris 1870 för att ersätta xylografen Edward Skill vid Ny illustrerad tidning, han var bara verksam vid tidningen ett par år. Vid sidan av sitt arbete för tidningen utförde han en rad arbeten för bokverket Svenska målares taflor, träsnitt efter målningar af konstnärer under Konung Carl XV:s tid som utgavs 1875.